# Making-of
Pour les articles homonymes, voir Making of (homonymie).
 (octobre 2009).
Si vous disposez d'ouvrages ou d'articles de référence ou si vous connaissez des sites web de qualité traitant du thème abordé ici, merci de compléter l'article en donnant les références utiles à sa vérifiabilité et en les liant à la section « Notes et références ».
Un making-of (signifiant fabrication) est un anglicisme désignant un film documentaire relatant le tournage ou la production d'un film ou d'une œuvre audiovisuelle (téléfilm, série télévisée…), voire d'une autre production artistique (bande dessinée par exemple). 
On peut aussi trouver l'expression « coulisses du tournage » pour désigner ce processus, mais cette expression n'est pas adaptée aux films qui ne montrent pas seulement le tournage mais aussi la postproduction ou, plus rarement, la préproduction. Au Québec, on parle aussi de revue de tournage.
Le making-of est parfois considéré comme un sous-genre du film documentaire.

## Histoire
À l'origine, les making-of sont réalisés de manière quasi amateur à partir d'images captées çà et là par l'équipe du film ou par des équipes de télévision en reportage sur le tournage d'un film. Avec l'avènement du disque vidéo dans les années 1980 puis, surtout, avec le succès des DVD dans les années 2000, le making-of devient un supplément courant du film. Les producteurs de films accordent alors un budget aux making-of et planifient leur réalisation en parallèle de celle du film, en prévision notamment des bonus qui sont par la suite proposés sur les DVD.
On doit la reconnaissance de ce format à Michael Jackson et John Landis qui ont tourné le premier making-of grand public de l'histoire sur le tournage du clip vidéo de Thriller[réf. nécessaire]. Les films à effets spéciaux ont ensuite emboîté le pas à ce clip pour révéler des secrets de fabrication. Le making-of le plus important reste sans doute celui de Apocalypse Now : intitulé Heart of Darkness: A filmmaker's Apocalypse, il relate l'incroyable et infernale production du film de Francis Ford Coppola sur plusieurs années. Lost in La Mancha de Keith Fulton et Louis Pepe, sur le tournage du film inachevé de Terry Gilliam L'Homme qui a tué Don Quichotte, a également été très remarqué à la suite de son exploitation en salles, chose plutôt inhabituelle pour ce genre de documentaire.

## Reconnaissance
En dépit d'une absence de statut reconnu par le CNC en France, des réalisateurs ou cadreurs se spécialisent dans la réalisation de revues de tournage. Souvent utilisé comme outil promotionnel, ce document reconnu comme œuvre à part entière par la Société des auteurs et compositeurs dramatiques (SACD) et par la Société civile des auteurs multimédia (SCAM) est avant tout considéré comme un véritable documentaire à vertus pédagogiques et contribue de façon significative à la mémoire du cinéma.
En 2013, deux associations françaises émergent pour la défense de l'œuvre et du métier : le Making-Of Promotion International (MOPI), qui organise les prochains festivals de making-of sur Paris, et l'Association des réalisateurs de making-of (ARMO), qui regroupe un certain nombre de professionnels reconnus du métier.

## Réalisateurs français demaking-of
Parmi les réalisateurs français spécialisés dans le making-of, on peut citer :
- Laurent Bouzereau, travaillant aux États-Unis et spécialisé dans l'œuvre de Brian De Palma et de Steven Spielberg
- David Dessites pour Joyeux Noël, Les Chevaliers du ciel, Indigènes…
- Julien Lecat, qui travaille entre autres pour Jean-Pierre Jeunet (Un long dimanche de fiançailles, L'Extravagant Voyage du jeune et prodigieux T. S. Spivet) et Jan Kounen (99 francs)
- Vincent Dragusseau, qui a signé les images de nombreux films produits par Luc Besson
- François-Régis Jeanne, qui a notamment réalisé Qui veut la peau d'Olivier Marchal ? sur 36, quai des Orfèvres et Fucking Kassovitz sur Babylon A.D.
- François Breniaux, qui a officié pour quelques grands réalisateurs français (Claude Miller, Gérard Jugnot, Jean-Pierre Mocky, etc.)
- Sylvain Pioutaz, pour les films récents de Mathieu Kassovitz et Albert Dupontel
- Arnaud Deschamps, pour les films de Patrice Leconte, Dany Boon, Zoe Cassavetes, Claude Miller ou Olivier Megaton
- Fabien Perniceni, pour Le Petit Nicolas de Laurent Tirard, Jacky au royaume des filles de Riad Sattouf, etc.
- Victor Holl, pour Le Deuxième Souffle de Alain Corneau et La Tête en friche de Jean Becker.
- Cédric Brelet von Sydow, qui travaille aussi bien en Europe (Hellphone) qu'aux États-Unis (Rush Hour 3 de Brett Ratner, Minority Report de Steven Spielberg, Shutter Island de Martin Scorsese). Il travaille actuellement sur un documentaire sur son père Max von Sydow.
- Marlène Chavant et Stéphane Garnier pour de nombreux films tels que Taken 2 de Olivier Megaton, L'Homme qui voulait vivre sa vie de Éric Lartigau, Les Invincibles de Frédéric Berthe, À l'aveugle de Xavier Palud, etc.
- Myriam Touzé, pour de nombreux films tels que Alceste à bicyclette de Philippe Le Guay, Angel de François Ozon, Le Bruit des glaçons de Bertrand Blier, Agathe Cléry d'Étienne Chatiliez, etc.
- Olivier Serrano, réalisateur des making of des films Renaissance (Dans la tête de Christian Volckman), Vilaine, Zone libre, 3 couples en quêtes d'orages, de la série d'animation Skyland et des documentaires sur Samuel Fuller et Le voyeur de Michael Powell.

## Festivals
Deux festivals distincts, entièrement consacrés au making-of, se sont succédé en France :

### FIMO
Le Festival international du making-of (FIMO) organisé en 2003 à Toulouse a récompensé :
- That Moment: Magnolia Diary, documentaire de Mark Rance sur les coulisses du film de Paul Thomas Anderson (Prix du Jury Officiel Canal+)
- Princesse Mononoké, le making-of d'un chef-d'œuvre, making-of du film d'Hayao Miyazaki monté par David Dessites (Prix des Lecteurs Première)
- Rire et Châtiment, le making-of, réalisé par Yvan Gauthier (Prix des Étudiants- CROUS /La Dépêche du Midi)
- Son idole, sur le tournage de Mon idole de Guillaume Canet, réalisé par Bastien Duval (Prix du Public Omnium Casinos)

Le jury, présidé par Albert Dupontel, était composé par Marion Cotillard, Mélanie Doutey, Jean Dujardin, Marc Levy et Olli Barbé.
Prévu pour à Cannes en mars 2007, la seconde édition de ce festival n'a jamais eu lieu.

### Festival du making-of de Romorantin
Organisé par l'association MakingOf41, il a perduré sur sept éditions entre 2003 et 2010 à Romorantin-Lanthenay. Il présentait des making-of professionnels, mais aussi amateurs. Ponctuellement parrainé par Jean-Pierre Jeunet et Benoît Poelvoorde en 2007, il a par ailleurs été soutenu par le réalisateur Jean-Jacques Annaud et sa monteuse Noëlle Boisson.
Les palmarès professionnels sont :
- 2004 : Hors Champs, les coulisses du film Le Coma des mortels de Philippe Sisbane, réalisé par Mathilde Morières et Camille Delamarre (Prix du Jury)
- 2005 :
  - La Grande Aventure', les coulisses du long métrage Deux Frères de Jean-Jacques Annaud, réalisé par Dominique Cheminal (Prix du Jury)
  - Les Choristes, le making-of, les coulisses du long métrage de Christophe Barratier, réalisé par Daniel Deleforges (Prix du public)
- 2006 :
  - Une année au front, les coulisses du long métrage Un long dimanche de fiançailles de Jean-Pierre Jeunet, réalisé par Julien Lecat (Prix du Jury)
  - Le making-of de Combien tu m'aimes, les coulisses du long métrage Combien tu m'aimes ? de Bertrand Blier, réalisé par Myriam Touzé (Prix du public)
- 2007 :
  - Sérénade à trois, les coulisses du long métrage Hors de prix de Pierre Salvadori, réalisé par Jean-Luc Perreard (Prix du Jury)
  - Composer la tourneuse de page, les coulisses du long métrage La Tourneuse de pages de Denis Dercourt, réalisé par Marie Cogné (Prix spécial du Jury)
  - Souvenirs d'un premier film, les coulisses du long métrage La Tête de maman de Carine Tardieu, réalisé par Jean-Luc Perreard (Coup de cœur des bénévoles)
- 2008 :
  - Sur le tournage de la chambre des morts, les coulisses du long métrage La Chambre des morts de Alfred Lot, réalisé par Emmanuel Breton (Grand prix du Jury)
  - Making-Of j'ai toujours rêvé d'être un gangster, les coulisses du long métrage de Samuel Benchetrit, réalisé par Christophe Charrier (Prix spécial du Jury)
  - Autour des animaux amoureux, les coulisses du long métrage Les Animaux amoureux de Laurent Charbonnier, réalisé par Mathilde Louveau et Pierre-Emmanuel Chaillon (Coup de cœur des bénévoles)
- 2010 :
  - Welcome, portrait d'un film, les coulisses du long métrage Welcome de Philippe Lioret, réalisé par Richard Mothes (Grand prix du Jury, Coup de cœur des bénévoles)
  - Le Hérisson - making-of, les coulisses du long métrage de Mona Achache, réalisé par Daisy Sadler (Prix spécial du Jury)
  - Au cœur de Pigalle, les coulisses de la série télé de Hervé Hadmar, réalisé par Pierre-Yves Touzot (Mention du Jury)